# Laura Sarabia

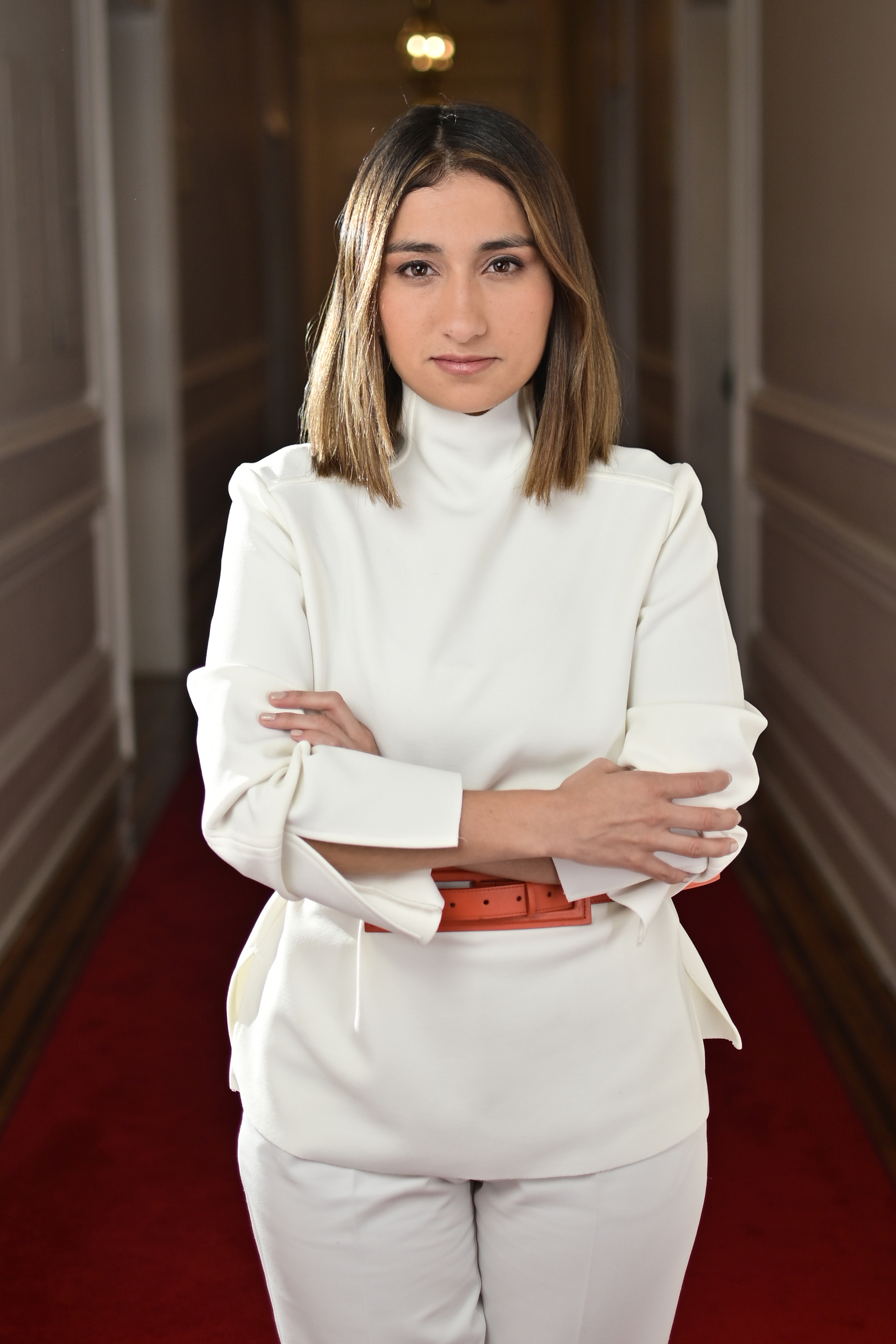
Laura Sarabia (2023)

Laura Camila Sarabia Torres (* 20. März 1994 in Bogotá) ist eine kolumbianische Politikerin. Seit Januar 2025 ist sie die kolumbianische Außenministerin.

## Leben
Sarabia studierte ab Internationale Beziehungen an der Militärischen Universität Nueva Granada und erwarb dort 2015 ihren Abschluss. Anschließend absolvierte sie an der Universidad Externado de Colombia ein Vertiefungsstudium für Politik, Marketing und Kampagnenstrategien. Dort erwarb sie 2017 auch einen Mastertitel in politischer Kommunikation.
Sarabia ist geschieden und Mutter eines Sohnes.

## Politik

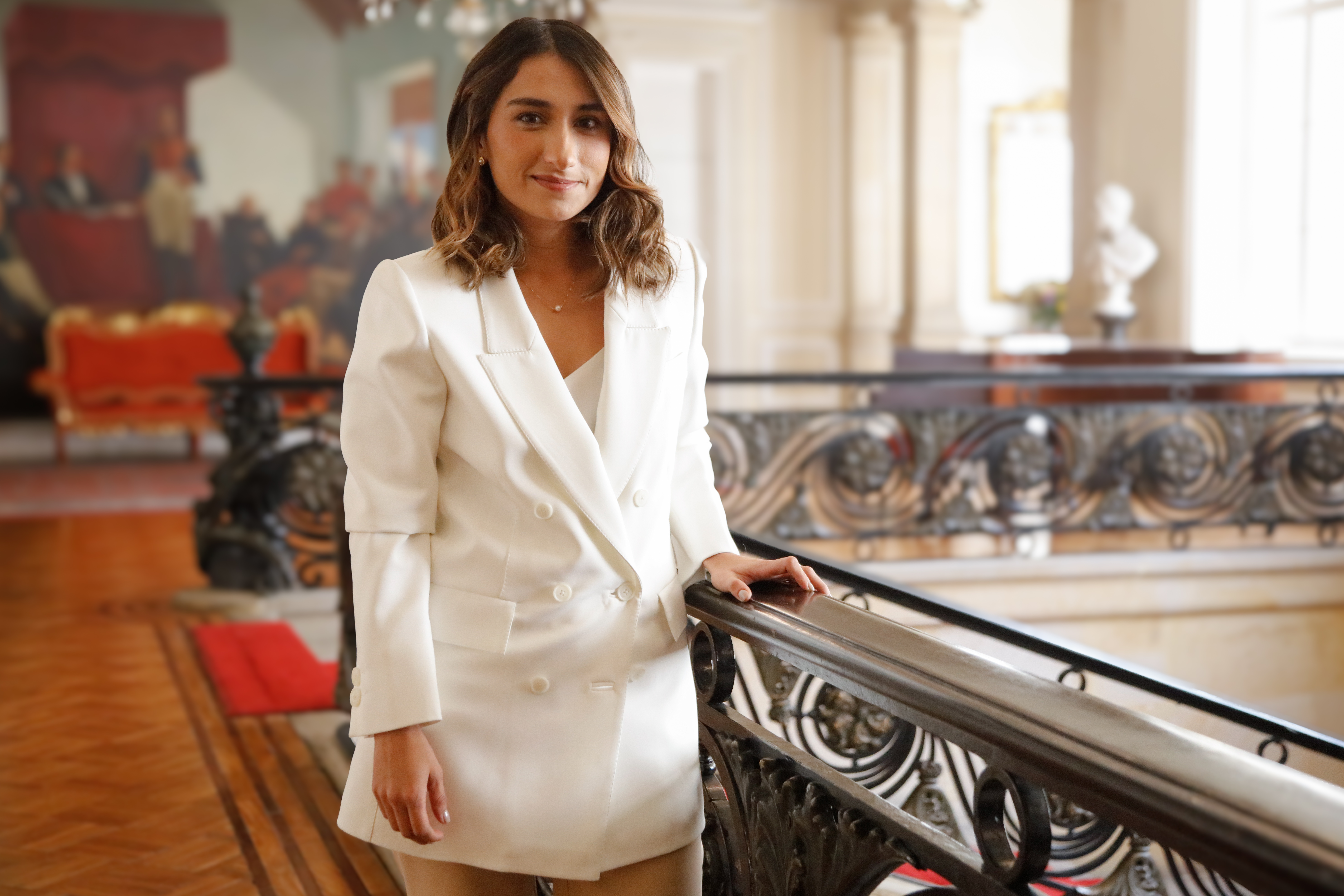
Offizielles Amtsporträt als Außenministerin (2025)

Bereits während ihres Studiums engagierte sich Sarabia politisch und war in verschiedenen Studentenorganisationen aktiv. Nach ihrem Hochschulabschluss nahm sie eine Tätigkeit als Kommunikations- und Gesetzgebungsberaterin für den kolumbianischen Kongress und insbesondere für den damaligen Kongressabgeordneten Armando Benedetti auf. Über ihn wurde der Kontakt zu Gustavo Petro vermittelt, dessen Präsidentschaftswahlkampf sie sich 2022 anschloss. Sie wurde direkt zur strategischen Leiterin seiner Kampagne ernannt und trug damit maßgeblich zu seinem Wahlsieg bei. Im Juni 2022 wurde sie zur Stabschefin des Präsidenten ernannt und war damit für die Koordinierung der Regierungsarbeit und die Umsetzung der politischen Agenda verantwortlich. Diesen Posten musste sie im Juni 2023 aufgeben: Anfang 2023 waren aus ihrer Privatwohnung 7.000 US-Dollar verschwunden. Sarabia hatte ihre Hausangestellten des Diebstahls verdächtigt und deren Telefone heimlich abhören lassen, woraufhin die Generalstaatsanwaltschaft ein Ermittlungsverfahren gegen Sarabia eingeleitet hatte, nachdem von einer Hausangestellten behauptet worden war, sie sei im Keller des Wohnanwesens zwangsweise einem Lügendetektortest unterzogen worden.
Tiefgreifende Folgen hatte dieser Vorfall für Sarabia aber nicht, denn schon im September 2023 wurde sie von Präsident Petro zur Direktorin des Departamento de Prosperidad Social, einer Behörde zur Umsetzung von Sozialprogrammen, ernannt. Von langer Dauer war auch diese Tätigkeit nicht: Im Februar 2024 wechselte Sarabia als Generaldirektorin zum Departamento Administrativo de la Presidencia de la República, einer Behörde zur administrativen Unterstützung und Beratung des Präsidialamtes.
Seit Januar 2025 ist Sarabia die Außenministerin Kolumbiens, was angesichts von Korruptionsvorwürfen gegen sie und ihren Bruder für Kritik aus Regierungskreisen sorgte. Es werden von der Staatsanwaltschaft nach wie vor verschiedene Ermittlungsverfahren wegen des Verdachts der kriminellen Verschwörung, der unrechtmäßigen Bereicherung und der Geldwäsche geführt.